# Tricentra apicata
Tricentra apicata là một loài bướm đêm trong họ Geometridae.